# Monk
Monk je ameriška televizijska serija, ki govori o zasebnem detektivu Adrianu Monku.

## Opis
V ZDA so od avgusta do 4. decembra 2009 predvajali zadnjo, osmo sezono.
V Sloveniji serijo predvaja POP TV od jeseni leta 2004. Zadnja osma sezona je bila na sporedu od julija do septembra 2012.
Gre za neke vrste detektivsko komedijo. Glavni lik (Adrian Monk) s svojimi nenavadnimi metodami vedno stopi kriminalcem na prste. Ker je pa le bivši policist, mu pri lovu na kriminalce pomagata še bivša sodelavca (Leland Stottlemeyer in Randall Disher - Randy). Seveda pa ne bi zmogel tudi brez svoje pomočnice (Sharona Fleming, pozneje Natalie Teeger).

## Osnovna zgodba
Adrian Monk je bil policist s čudnimi navadami, ki jih je imel že od otroštva, a je bil odličen pri delu. Bil je poročen s Trudy, ki je bila novinarka, ki pa se je s svojim novinarskim delom spustila predaleč in zato jo je v avtu pričakala bomba, ki jo je ubila. To je Monka tako prizadelo, da je dobil kup fobij, zaradi česar je začel obiskovati psihiatra (dr. Kroger), bil odpuščen iz policije in si je moral dobiti pomočnico. Tako svoje delo nadaljuje kot zasebni detektiv, ki v večini primerov tesno sodeluje s policijo. Edini primer, ki ga še ni rešil, je umor njegove žene Trudy.

### Napredek reševanja umora Trudy
Reševanje primera umora Trudy je še posebno za Adriana Monka zelo počasno, a vendar napreduje. Dolgo je primer miroval, nakar Monka pokliče Dale Biederbeck, da bi mu opral ime, v zameno pa mu da informacijo o morilcu Trudy. To se je res zgodilo, zato Monk v eni od epizod odpotuje v Ameriko, a prepozno. Ko je prišel do osumljenca, je bil ta pod mamili, saj je umiral. Povedal mu je le, da je pri tem sodeloval mož s šestimi prsti. Nato se pa primer zopet zelo dolgo ni premaknil, vse do predzadnjega in zadnjega dela 6. sezone. Ko je Monk prišel na kraj zločina, ga je pričakal šok. Našli so prstne odtise in bilo jih je šest, nato so ugotovili še, da manjkajo enaki deli, iz česar je bila sestavljena bomba, ki je ubila Trudy. Zraven je bil še listek s kodo naslova. Monk se je odpravil tja, kjer ga je ga je čakal mož s šestimi prsti, a še preden mu je uspel kaj povedati, ga je plačanec Dalea Biederbecka ustrelil in mu podtaknil umor. Monk je se je sicer rešil in dokazal svojo nedolžnost, a skrivnost je ostala nerazrešena, vse do zadnjih dveh delov serije, ko Monk le ugotovi, kdo je ubil Trudy.

## Ustvarjalci

### Producenti
To so: Andy Breckman, David Hoberman, Tom Sharpling, Tony Shalhoub in Randy Zisk

### Uvodna pesem
Naslov:It's a Jungle Out There

Avtor:Randy Newmann

## Igralska zasedba
| Lik                 | Igralec             |
| ------------------- | ------------------- |
| Adrian Monk         | Tony Shalhoub       |
| Natalie Teeger      | Traylor Howard      |
| Leland Stottlemeyer | Ted Levine          |
| Randall Disher      | Jason Gray-Stanford |
| Dr. Charles Kroger  | Stanley Kamel       |
| Julie Teeger        | Emmy Clarke         |
| Sharona Fleming     | Bitty Schram        |

Stanley Kamel (Dr. Charles Kroger) je v 65. letu starosti, dne 8.4.2008 umrl zaradi srčnega napada. V sedmi sezoni ga je kot nov lik, prav tako psihiater, zamenjal Hector Elizondo

Povezave z imeni vodijo na splete strani IMDb, ki so v angleščini.

#### Gostujoči igralci
V tej seriji so nastopili še: Brooke Adams (žena Tonyja Shalhouba), Adam Arkin, Jason Alexander, Krista Allen, Sean Astin, Diedrich Bader, Danny Bonaduce, James Brolin, Brooke Burke, Dan Butler, Emma Caulfield, Rosalind Chao, Enrico Colantoni, Gary Cole, Alice Cooper, Brett Cullen, Tim Curry, Tim Daly, Polly Draper, Charles Durning, Carmen Electra, Jim Gaffigan, Greg Grunberg, Fred Ewanuick, Jon Favreau, Willie Garson, Joy Giovanni, Bob Gunton, Dan Hedaya, Brian Kerwin, Angela Kinsey, David Koechner, Korn, Brooke Langton, Howie Mandel, Garry Marshall, Chi McBride, Andrew McCarthy, Malcolm McDowell, Laurie Metcalf, Larry Miller, Glenn Morshower, Alfred Molina, Charles Napier, Niecy Nash, Kevin Nealon, Willie Nelson, Judge Reinhold, Andy Richter, Amy Sedaris, Michael Shalhoub, Sarah Silverman, Snoop Dogg, Nicole Sullivan, Holland Taylor, Danny Trejo, Stanley Tucci, Susan Ward, Steven Weber, Mykelti Williamson in Rainn Wilson.

## Nagrade in nominacije
- 7 emmyjev (najboljši glavni igralec v komični seriji, Tony Shalhoub, 2003, 2005 in 2006; najboljša skladba v uvodni špici, 2003 in 2004; najboljši gostujoči igralec v komični seriji, John Torturro, 2004; najboljši gostujoči igralec v komični seriji, Stanley Tucci, 2007) in 13 nominacij (od tega osem Tony Shalhoub od leta 2003 do 2010 vsako leto, za 2010 še niso podelili)
- 1 zlati globus (najboljši glavni igralec v muzikalu ali komediji, Tony Shalhoub, 2003) in 7 nominacij (od tega pet Tony Shalhoub 2003-2005, 2007 in 2009)
- 2 nominaciji za nagrado satellite
- 2 nagradi Ameriškega združenja igralcev (Screen Actors Guild) in 3 nominacije